# Liste der Bildungsminister von Schleswig-Holstein
Dieser Artikel enthält eine Liste der Bildungsminister von Schleswig-Holstein.

## Bildungsminister Schleswig-Holstein (seit 1946)
| Name                                                                               | Amtsantritt                                                    | Kabinett                                       | Partei                    |
| Minister für Volksbildung                                                          | Minister für Volksbildung                                      | Minister für Volksbildung                      | Minister für Volksbildung |
| ---------------------------------------------------------------------------------- | -------------------------------------------------------------- | ---------------------------------------------- | ------------------------- |
| Wilhelm Kuklinski                                                                  | 11. April 1946 23. November 1946 29. April 1947                | Steltzer I Steltzer II Lüdemann                | SPD                       |
| Rudolf Katz                                                                        | 24. Januar 1949                                                | Lüdemann                                       | SPD                       |
| Wilhelm Siegel                                                                     | 29. August 1949                                                | Diekmann                                       | SPD                       |
| Paul Pagel                                                                         | 5. September 1950                                              | Bartram                                        | CDU                       |
| Minister für Kultus                                                                |                                                                |                                                |                           |
| Paul Pagel                                                                         | 25. Juni 1951 27. Juli 1951                                    | Lübke I Lübke II                               | CDU                       |
| Helmut Lemke                                                                       | 11. Oktober 1954                                               | von Hassel I                                   | CDU                       |
| Edo Osterloh                                                                       | 17. Januar 1956 27. Oktober 1958 7. Januar 1963                | von Hassel I von Hassel II Lemke I             | CDU                       |
| Claus-Joachim von Heydebreck                                                       | 7. April 1964 1. Juni 1967                                     | Lemke I Lemke II                               | CDU                       |
| Kurt Hannemann                                                                     | 1. Mai 1969                                                    | Lemke II                                       | CDU                       |
| Walter Braun                                                                       | 3. November 1969 24. Mai 1971 26. Mai 1975                     | Lemke II Stoltenberg I Stoltenberg II          | CDU                       |
| Peter Bendixen                                                                     | 29. Mai 1979 4. Oktober 1982 16. Dezember 1985 2. Oktober 1987 | Stoltenberg III Barschel I Barschel II Schwarz | CDU                       |
| Minister für Bildung, Wissenschaft, Jugend und Kultur                              |                                                                |                                                |                           |
| Eva Rühmkorf                                                                       | 31. Mai 1988                                                   | Engholm I                                      | SPD                       |
| Marianne Tidick                                                                    | 1. Juni 1990                                                   | Engholm I                                      | SPD                       |
| Minister für Bildung, Wissenschaft, Kultur und Sport                               |                                                                |                                                |                           |
| Marianne Tidick                                                                    | 5. Mai 1992                                                    | Engholm II                                     | SPD                       |
| Minister für Frauen, Bildung, Weiterbildung und Sport                              |                                                                |                                                |                           |
| Gisela Böhrk                                                                       | 19. Mai 1993                                                   | Simonis I                                      | SPD                       |
| Minister für Bildung, Wissenschaft, Forschung und Kultur                           |                                                                |                                                |                           |
| Gisela Böhrk                                                                       | 22. Mai 1996                                                   | Simonis II                                     | SPD                       |
| Ute Erdsiek-Rave                                                                   | 28. Oktober 1998 28. März 2000                                 | Simonis II Simonis III                         | SPD                       |
| Minister für Bildung und Frauen                                                    |                                                                |                                                |                           |
| Ute Erdsiek-Rave                                                                   | 27. April 2005                                                 | Carstensen I                                   | SPD                       |
| Jörn Biel                                                                          | 21. Juli 2009                                                  | Carstensen I                                   | CDU                       |
| Minister für Bildung und Kultur                                                    |                                                                |                                                |                           |
| Ekkehard Klug                                                                      | 27. Oktober 2009                                               | Carstensen II                                  | FDP                       |
| Minister für Bildung und Wissenschaft                                              |                                                                |                                                |                           |
| Waltraud Wende                                                                     | 12. Juni 2012                                                  | Albig                                          | parteilos                 |
| Minister für Schule und Berufsbildung                                              |                                                                |                                                |                           |
| Britta Ernst                                                                       | 16. September 2014                                             | Albig                                          | SPD                       |
| Minister für Bildung, Wissenschaft und Kultur                                      |                                                                |                                                |                           |
| Karin Prien                                                                        | 28. Juni 2017                                                  | Günther I                                      | CDU                       |
| Minister für Allgemeine und Berufliche Bildung, Wissenschaft, Forschung und Kultur |                                                                |                                                |                           |
| Karin Prien                                                                        | 29. Juni 2022                                                  | Günther II                                     | CDU                       |
| Dorit Stenke                                                                       | 7. Mai 2025                                                    | Günther II                                     | CDU                       |